# Anundgårds-Lillsjön
Anundgårds-Lillsjön är en sjö i Sundsvalls kommun i Medelpad som ingår i Ljungans huvudavrinningsområde. Sjön har en area på 0,227 kvadratkilometer och ligger 223,3 meter över havet.

## Delavrinningsområde
Anundgårds-Lillsjön ingår i det delavrinningsområde (695048-154390) som SMHI kallar för Utloppet av Lillsjön. Medelhöjden är 242 meter över havet och ytan är 8,11 kvadratkilometer. Det finns inga avrinningsområden uppströms utan avrinningsområdet är högsta punkten. Vattendraget som avvattnar avrinningsområdet har biflödesordning 4, vilket innebär att vattnet flödar genom totalt 4 vattendrag innan det når havet efter 121 kilometer. Avrinningsområdet består mestadels av skog (81 procent). Avrinningsområdet har 1,29 kvadratkilometer vattenytor vilket ger det en sjöprocent på 15,9 procent.